# Fegyvernepper
A Fegyvernepper (eredeti cím: Lord of War) 2005-ben bemutatott amerikai akciófilm, melyet Andrew Niccol írt és rendezett. A főbb szerepekben Nicolas Cage, Jared Leto, Bridget Moynahan és Ethan Hawke látható.
A fegyverkereskedelem aranyszabálya: Soha ne lövesd le magad a saját áruddal.

## Rövid történet
Egy fegyverkereskedő szembesül munkája erkölcsiségével, miközben egy Interpol-ügynök üldözi.

## Cselekmény
|  | Alább a cselekmény részletei következnek! |

A film egy ukrán-amerikai fegyverkereskedő, Jurij Orlov (Nicolas Cage) narrációjával nyit: "Több mint 550 millió fegyver van forgalomban a világon. Azaz minden tizenkettedik emberre jut egy fegyver. És a többi tizenegy? Azt fel kell fegyverezni." Majd a nyitó jelenetben a Buffalo Springfield együttes For What It's Worth című száma szól és a töltény útját követheti a néző nyomon, ahogy egy szovjet gyártósorról a szállítmányozáson keresztül eljut egy afrikai háborús övezetbe és egy gyerekkatona fejében köt ki.
Az ukrán Orlov család a Szovjetunióból New York-ba költözik, ahol érdekből zsidó vallásra térnek. 1980-ban Jurij szemtanúja lesz, hogy egy Brighton Beach-i étteremben egy orosz maffiózó önvédelemből megöl két rátámadó bérgyilkost. Ez és az elszaporodó bűnözés motiválja Jurijt, hogy fegyverkereskedő legyen. Izraeli kapcsolatait kihasználva el is tud indulni az illegális fegyverkereskedelemben és rövidesen el is ad néhány Uzi géppisztolyt két bűnözőnek. Jurij meggyőzi testvérét Vitalyt (Jared Leto), hogy legyen a partnere és fedezze fegyvereladásoknál. Egy berlini fegyverbörzén be akarnak vágódni Simeon Weisz (Ian Holm) nevű nagymenő fegyverkereskedőnél, aki elküldi őket, mert elmondása szerint nem foglalkozik amatőrökkel.
Jurij és Vitaly nemzetközi szinten is áttörést ér el, amikor az 1982-es libanoni háborúban fegyvereket adnak el annak ellenére, hogy szemtanúi lesznek egy olyan népirtásnak, mely során fiatalokat és gyerekeket végeznek ki. Az Orlov testvérek tevékenységére idővel felfigyel az Interpol is, majd rájuk áll az idealista és megvesztegethetetlen ügynök, Jack Valentine (Ethan Hawke).
Egy Kolumbiai drogbáró az üzlet során pénz helyett 6 kilogramm tiszta kokaint ad az Orlov testvéreknek  a fegyverekért cserébe. Vitaly egyre több kokaint kezd fogyasztani, ezért a kokainfüggősége miatt testvére beadja egy elvonó intézetbe, emiatt Jurij újra egyedül folytatja a fegyverkereskedést. Jurij eközben szerelmes lesz egy világhírű modellbe, Ava Fontaine-be (Bridget Moynahan). Megszervez egy kamufotózást, hogy összejöjjön a modellel. Sikerrel jár, feleségül is veszi, majd egy Nikolaj nevű gyerekük születik.
Jurij második nagy áttörését a Szovjetunió felbomlásakor éri el. Miután Mihail Gorbacsov lemond 1991 karácsonyán és Ukrajna kilép a Szovjetunióból,  Jurij Ukrajnába repül, hogy nagybátyja, egy befolyásos tábornok segítségével kihasználják az országban zajló kaotikus állapotot, és a leltárakat meghamisítva ellopják a fegyverraktárak állományának egy részét, gépfegyvereket, tankokat, helikoptereket. A konkurens Simeon Wiesz is megpróbálkozott az ukrán fegyverek ellopásával, de sikertelenül jár. Bosszúból megöleti Jurij nagybátyját.
Az 1990-es évek végén Afrika lesz újra Jurij fő exportterepe, ahol megismerkedik Libéria diktátorával, az idősebb Andre Baptiste-tal (Eamonn Walker), aki rengeteg fegyvert vesz tőle milíciájának az országban folyó polgárháborúhoz. Sokszor pénz helyett gyémántban fizet Jurijnak. Egyik alkalommal Baptiste, túszul ejti Simeon Weiszt, és Jurijt arra kényszeríti, hogy fejbe lője a konkurens fegyverkereskedőt. Jurij erre nem hajlandó, ezért a diktátor saját kezével öli meg Simeont.  A diktátor fia (Sammi Rotibi) pedig megkéri Jurijt, hogy hozza el Rambo fegyverét. Egyik alkalommal, Jurij egy teherszállító repülőgéppel, aminek fedélzete teli van fegyverrel, Libériába tart, de Sierra Leone-ban leszállásra kényszeríti egy vadászgéppel Valentine ügynök és az Interpol. Jurij parancsára a gépet a repülőtér helyett egy földútra teszik, és addig míg Valentine ügynök és az emberei odaérnek, Jurij szétosztja a fegyvereket a helyieknek. Mire az ügynökök odaérnek már csak az üres gépet találják.  
Valentine ügynök Amerikában Jurij feleségével is beszél. Ava kérése miatt Jurij egy darabig felhagy a fegyverkereskedéssel.
Jurijt New York-i lakásában megkeresi Baptiste és fia és arra kérik, hogy szállítson újra fegyvereket. Jurij a kérésnek eleget tesz, és öccsével Vitaly-val elmegy Sierra Leone-ba, hogy fegyvereket vigyenek Baptiste szövetségeseinek. Velük tart Baptiste elnök fia is aki megkapta Rambo fegyverét. Mivel a fegyvereket népirtásra használják, emiatt Vitaly felrobbantja az egyik fegyverekkel teli teherautót és a robbanásban meghal Baptiste fia is. Vitalyt a helyszínen agyonlövik .
A haláleset miatt Jurijt kitagadja a családja, felesége és gyereke is elhagyja. Valentine ügynök elfogja Jurijt és elég bizonyítékot talált ahhoz, hogy a férfit egy életre rács mögé juttathatja. Valentine kihallgatja Jurijt és aki elmondja, hogy egy percet sem fog a bíróságon tölteni, mert a világ legnagyobb fegyverszállítója az USA elnöke, akinek szüksége van szabadúszó fegyverkereskedőkre, akikkel olyan országokba is szállíthatnak fegyvert amivel az USA hivatalosan nincs jóban. Jurijt szabadon engedik, és még pénzt is kér érte, majd folytatja a fegyverkereskedelmet.
A film narrációja a következőkkel zárul: "A film valódi eseményeken alapul. Miközben a magán fegyvernepperek tovább prosperálnak, a világ legnagyobb fegyverszállítói az Egyesült Államok, Anglia, Oroszország, Franciaország és Kína. Egyben ők az ENSZ Biztonsági Tanácsának öt állandó tagja is."
|  | Itt a vége a cselekmény részletezésének! |

## Szereplők
| Szereplő                 | Színész              | Magyar hang         |
| ------------------------ | -------------------- | ------------------- |
| Jurij Orlov              | Nicolas Cage         | Józsa Imre          |
| Jack Valentine           | Ethan Hawke          | Kaszás Gergő        |
| Vitalij Orlov            | Jared Leto           | Előd Álmos          |
| Ava Fontaine             | Bridget Moynahan     | Majsai-Nyilas Tünde |
| André Baptiste Sr.       | Eamonn Walker        | Vass Gábor          |
| Simeon Weisz             | Ian Holm             | Makay Sándor        |
| Dimitrij Volkov tábornok | Evgeniy Lazarev      | Breyer László       |
| Andre Baptiste, Jr.      | Sammi Rotibi         | Moser Károly        |
| Irina Orlov              | Shake Tukhmanyan     | Tóth Judit          |
| Anatolij Orlov           | Jean-Pierre Nshanian | Cs. Németh Lajos    |
| Magyar szöveg narrátora  |                      | Korbuly Péter       |

## Fogadtatás

### Kritikai visszhang
A rottentomatoes.com, gyűjtése alapján, a filmet 142 kritikus közül, 87 pozitívan, 55 negatívan ítélte meg, így 61%-os kritikai átlaggal elmondható, hogy a film megosztotta a kritikusokat. 
Az imdb.com-on, 7,6 ponton áll a 10-ből, tehát a nézőknek jobban tetszett a film mint a kritikusoknak.

### Bevételi adatok
Az amerikai piacon 24 149 632 dollár bevételt hozott, a világ többi részén meg 48 467 436 dollárt. Összesen 72 617 068 dollár a film mozibevétele.

## Érdekességek
- A filmet igaz történet inspirálta.
- Nicolas Cage által megformált Jurij Orlovot, az író/rendező (Andrew Niccol), egy létező fegyverkereskedőről, a halál kalmára néven ismert Viktor Anatoljevics Butról mintázta.
- Andre Baptiste karakterét is létező személy ihlette, mégpedig Charles Taylor aki Libéria véreskezű vezetője volt 1997-től 2003-ig.
- A film nyitójelenete egy töltény útját mutatja meg a gyártástól, a szállításon át, egészen a használatáig, amikor is egy ember fejében köt ki. A golyó végighalad a szállítószalagon és egy dobozba kerül. Mielőtt a dobozt lezárják rábélyegzik hogy: Odessza, Ukrajna. A filmben a Jurij család Odesszából származik és onnan telepednek le Amerikába.
- A filmben egyik hajónak KONO a neve. Sierra Leone-ban egy létező  törzsnek a neve akik egy gyémántban gazdag helyen élnek.
- Ava szerepére Monica Bellucci-t kérték fel, de nem ért rá mikor a filmet forgatták, ezért a szerepét Bridget Moynahan kapta meg.
- A filmben van egy jelenet, mikor Jurij bemegy egy hotelbe, két férfi a tévében O. J. Simpson perét nézi.
- Nicolas Cage fia, Weston Cage, cameózik a filmben (mint helikopter szerelő).
- A film magyar címét az Origo egy olvasója adta. Az Origo pályázatot hirdetett és arra kérte olvasóit hogy adjanak címet a filmnek. A "Fegyvernepper" nyert. A további kedvence a szerkesztőségnek: Mr. Kalasnyikov, Fegyverbáró, Ügynök halálra, Mr. Kaliber.[3]

## Forgatás
A forgatás a következő helyszíneken volt: 
- Dél-afrikai Köztársaság,
- Bozi Dar – Csehország,
- Coney Island, Brooklyn, New York, Amerikai Egyesült Államok
- Brighton Beach, Brooklyn, New York, Amerikai Egyesült Államok
- Wendover, Utah, Amerikai Egyesült Államok